# Evergestis serratalis
Evergestis serratalis — вид лускокрилих комах родини вогнівок-трав'янок (Crambidae).

## Поширення
Вид поширений на Балканах, в Греції і Туреччині. Присутній у фауні України (в Криму).

## Опис
Розмах крил сягає 27-33 мм.

## Спосіб життя
Імаго літають у вересні.